# Radiologija
Radiologija je u širem značenju znanost o zračenju. Obično se pod tim nazivom podrazumijeva medicinska radiologija, odnosno grana medicine koja se bavi primjenom raznih vrsta zračenja u cilju dijagnosticiranja i liječenja stanja odnosno bolesti.
Primjena ionizirajućeg zračenja u liječenju se postupno izdvojila iz medicinske radiologije u radioterapiju i danas se obavlja uglavnom u specijaliziranim ustanovama.
Početak medicinske radiologije se veže za otkriće zračenja koje je danas poznato pod nazivom rendgensko zračenje ili X-zrake jer ih je 1895. opisao Wilhelm Conrad Röntgen. Iako je u to vrijeme do sličnih otkrića došlo na više mjesta, Röentgen je o svojem otkriću obavijestio znanstvenu javnost pa se naziv "rendgen" ili "rendgen" uvriježio.
Današnja radiologija osim rendgenskog zračenja koristi u dijagnostičke svrhe i ultrazvuk te radio valove kao i radio-izotope.

## Metode u dijagnostičkoj radiologiji
- Rentgenska snimanja (RTG snimke)
- Ultrazvučni pregled (UZ)
- Kompjuterizirana tomografija (CT)
- Kompjuterizirana i pozitronska tomografija (PET/CT i SPECT/CT)
- Magnetska rezonancija (MR) i spektroskopija (MRS)

Radi negativnog prizvuka riječi "nuklearna", nuklearna magnetska rezonancija se u medicini naziva samo magnetska rezonancija, iako je metoda bazirana na istim principima i praktično se malo razlikuje u fizikalnim temeljima same metode. Uređaji za snimanje se vrlo razlikuju. Uređaji u radiologiji snimaju jezgre (protone) vodika.
Nagli razvoj dijagnostička radiologija doživljava u zadnjih 15 godina 20. stoljeća zbog poboljšanja kvalitete snimkama na svim metodama koja imaju veze s računalima. Od 1983 počinje se razvijati i digitalizacija klasične radiologije, čime se uz druge prednosti omogućava bolja kontrastnost snimaka i manja doza zračenja.
Potkraj 20. stoljeća naglo se razvija i intervencijska radiologija u koju spadaju razne vrste angiografija (prikaz krvnih žila (arterija ili vena) tijela, srca, glave itd.), punkcije (ulazak iglom u neki prostor ili tkivo u tijelu), drenaže (pražnjenje raznih prostora isupnjenih tekućim sadržajem), postavljanje raznih pomagala, potpornja (engl. stent) kako u krvne žile tako i u žučne vodove i na druga mjesta. Dio punkcija se, zbog bolje kontrole i prikaza, radi i pod kontrolom ultrazvuka, CT-a i MR-a.

## Kontrastna sredstva
Primjena kontrastnih sredstava u medicinskoj radiologiji je prisutna od samih početaka, ipak put do sigurnih sredstava koja će dati pojačano zasjenjenje ili prozirnost tkiva nije završen ni danas. Glavni način dobivanje kontrastnijeg prikaza u klasičnoj radiologiji je prigušenje zračenja pomoću sredstava koja sadrže atome većeg rednog broja (Z) odnosno veće gustoće. 
Tako razlikujemo kontrastna sredstva u klasičnoj radiologiji:
- Pozitivna kontrastna sredstva - ona koja povećavaju gustoću tkiva ili imaju veću gustoću od okolnog tkiva (barijevi i jodni preparati i sl.).
- Negativna kontrastna sredstva - ona koja imaju manju gustoću od okolnog tkiva (zrak, plinovi - kisik, ugljikov dioksid, helij, ksenon). Danas u redovnoj upotrebi samo u pretragama probavne cijevi (npr. zrak za debelo crijevo).

Kontrastna sredstva za klasičnu radiologiju se koriste i za intervencijske postupke ali i za CT. Magnetska rezonancija koristi sasvim drugačija sredstva, drugačijih svojstava i u drugim količinama. Zbog toga alergijska reakcija na sredstva koja sadrže jod nisu kontraindikacija za primjenu kontrasta koji se daju za MR preglede.
Pozitivna kontrastna sredstva:
- Netopiva - primjenjuju se za prikaz šupljih organa, uglavnom probavnog sustava - BaSO4 - barijev sulfat. Ulju slični preparati su danas izbačeni iz upotrebe osim u intervencijama - embolizacijama.
- Topiva - Spojevi koji sadrže jod. Natrijev meglumin diatrizoat se primjenjuje u CT dijagnostici uz dodatak anisova ulja (radi okusa) i kod pregleda probavnog sustava kada postoji mogućnost izljevanja u okolicu (trbušna šupljina, prsište i sl. Isti spoj se koristi(o) i za intravenske preglede mokraćnog sustava kao i za CT, angiografije i intervencijske postupke. Slični derivati trijodbenzena se rijetko danas upotrebljavaju jer su povišene osmolarnosti odnosno hidrofilnosti. Danas su u upotrebi uglavnom preparati koji su manje osmolarnosti i vrlo rijetkih nuspojava i alergijskih reakcija (učestalost otprilike 1:1 000 000 boelsnika).

## Kontrastna sredstva za magnetsku rezonanciju
- Paramagnetska kontrastna sredstva sadrže ione gadolinija, teškog, vrlo toksičnog metala koji u je u tim spojevima potpuno neškodljiv. Ti ioni ubrzavaju relaksaciju vodikovih protona pa signal vidljivo raste što vidimo kao pojačanje signala odnosno svjetline snimke snimane u T1 tehnici (i sličnima, npr. FLAIR, MR angiografije, 3D tehnike itd.). Cijena im je oko 10-50 puta veća od jodnih kontrasta za istu količinu. Do sada (koriste se od sredine 80-ih godina prošlog stoljeća) nije zabilježeno alergijskih reakcija. Blaže nuspojeve i simptomi su rjeđi ali postoje. Početkom 21. stoljeća zapaženo je da bolesnici na kroničnoj dijalizi (zbog zatajenja bubrega) mogu razviti nefrogenu fibroznu sklerozu (NFS) brže nego što je to uobičajeno, ali potrebna su daljnja istraživanja. Ipak, do danas je to jedina zabilježena, ozbiljna nuspojava takvih kontrastnih sredstava. Kako se gadolinijski kontrasti vide (ali slabo) na CT snimkama, zbog velike cijene (potrebne su desetak puta veće količine u usporedbi s MR pregledom) se ne koriste na CT-u. Mogu se dati bolesnicma koji su alergični na jodne kontraste.

- Postoje i sredstva koja snižavaju signal, odnosno uzrokuju zatamnjenje snimke jer sadrže čestice željeznog oksida i uglavnom se rijetko koriste (cijena im je oko 20-100 puta veća od gadolinijskih kontrasta u odgovrajućoj količini) i to za prikaz parenhimskih ograna (jetra i sl.).

Ostala kontrastna sredstva
- U intenzivnom razvoju su nova kontrastna sredstva koja sadrže dijelove specifične za tkivo odnosno promijenjeno tkivo.
- Prvi korak prema takvom, ciljanom kontrastu se postižu uporabom PET/CT uređaja gdje se primjenjuje radio izotop (i eventualno obični kontrast) te se snima posebnim uređajem koji u sebi sadrži PET/SPECT i CT uređaj. Računalo dobivene snimke spaja tako da sivu sliku daje CT uređaj a PET/SPECT daje boju. Takvi pregledi su danas uglavnom rezervirani za oboljele od novotvorina. Današnji MR uređaji također posjeduju posebne tehnike snimanja kojima se mogu pokazati tkiva na sličan način ali uz znatno manju cijenu. Indikacije su slične ali je primjena ipak još uvijek rijetka.

## Vanjske poveznice
Mrežna mjesta
- Medicinska radiologija Hrvatska enciklopedija
- inženjeri medicinske radiologije  Arhivirana inačica izvorne stranice od 16. prosinca 2021. (Wayback Machine), Vodič kroz zanimanja (1998.)
- Hrvatsko društvo radiološke tehnologije